# Oxyethira mienica
Oxyethira mienica är en nattsländeart som beskrevs av Wells 1981. Oxyethira mienica ingår i släktet Oxyethira och familjen smånattsländor. Inga underarter finns listade i Catalogue of Life.